# Episema flavosignata
Episema flavosignata är en fjärilsart som beskrevs av Turati 1923. Episema flavosignata ingår i släktet Episema och familjen nattflyn. Inga underarter finns listade i Catalogue of Life.